# توماس تولماش
توماس تولماش (انگلیسی: Thomas Tollemache؛ ۱۶۵۰ – ۱۶۹۴) سرباز و سیاست‌مدار اهل پادشاهی انگلستان بود.